# Ramciel
Ramciel of Ramshiel is een stad in de staat Lakes in Zuid-Soedan. De stad ligt aan de rivier de Nijl, 240 km ten noorden van de huidige hoofdstad Juba.
Op 2 september 2011 maakte de regering van Zuid-Soedan bekend de hoofdstad van het land te willen verplaatsen van het overvolle Juba naar Ramciel, dat ook centraler in het land ligt en vlak bij het "drielandenpunt" van de drie historische provincies van Zuid-Soedan (Bahr-al-Ghazal, Equatoria en Greater Upper Nile). Naar verwachting zal de verplaatsing enige jaren duren en in verschillende fasen verlopen.